# ブルンジア (小惑星)
ブルンジア (901 Brunsia) は小惑星帯に位置するS型小惑星であり、フローラ族の軌道を回っている。ハイデルベルクのケーニッヒシュトゥール天文台でマックス・ヴォルフによって発見された。
ドイツの天文学者エルンスト・ブルンズにちなんで命名された。